# Mary Mazzio
Mary Catherine Mazzio (Newton, 14 luglio 1961) è una regista, produttrice cinematografica, sceneggiatrice ed ex canottiera statunitense.

## Biografia
Mary Mazzio praticò il canottaggio ai massimi livelli, partecipando anche ai giochi olimpici di Barcellona 1992, nel due di coppia.
La Mazzio si è formata al Mount Holyoke College e alla Georgetown Law School, ma abbandonò la carriera di avvocato alla fine degli anni novanta, per studiare cinematografia alla Boston University.
Ha fondato la casa di produzione indipendente 50 Eggs Films nel 2000, specializzata nella produzione di documentari sullo sport e sull'educazione, che ha prodotto tutti i documentari da lei scritti e diretti.

## Filmografia
- A Hero for Daisy (1999)
- Apple Pie (2002)
- Lemonade Stories (2004)
- Ten9Eight: Shoot for the Moon (2009)
- The Apple Pushers (2011)
- Contrarian (2013)
- Underwater Dreams (2014)
- I Am Jane Doe (2017)
- I Am Little Red - cortometraggio (2017)
- A Most Beautiful Thing (2020)